# La Sphère
Pour les articles homonymes, voir Sphère (homonymie).
 (janvier 2012).
La Sphère était une émission de radio d'actualités sur les médias sociaux, les nouvelles technologies et Internet en général. Cette émission hebdomadaire, sous forme d'un magazine, est animée par Matthieu Dugal et est diffusée le samedi de 13 h à 14 h sur ICI Radio-Canada Première.
La première émission de La Sphère a été diffusée le 17 septembre 2011. L'émission se compose généralement d'entretien avec quelques invités autour des sujets qui ont marqué l'actualité technologique de la semaine sous différents angles, ainsi que des chroniques régulières sur les mythes d'Internet (avec Fabien Loszach), les sites de la semaine (avec Catherine Mathys) et les technologies émergentes (avec Martin Lessard). La dernière émission a été diffusée le samedi 23 juin 2018. Depuis le 7 septembre 2018, l'émission est remplacée par Moteur de recherche qui traite de science, de technologie, d'environnement et de santé.
Durant la première année, l'émission était diffusée le samedi de 16h à 17h.